# Langues scythes
Cet article concerne les langues scythes. Pour le peuple scythe, voir Scythes.

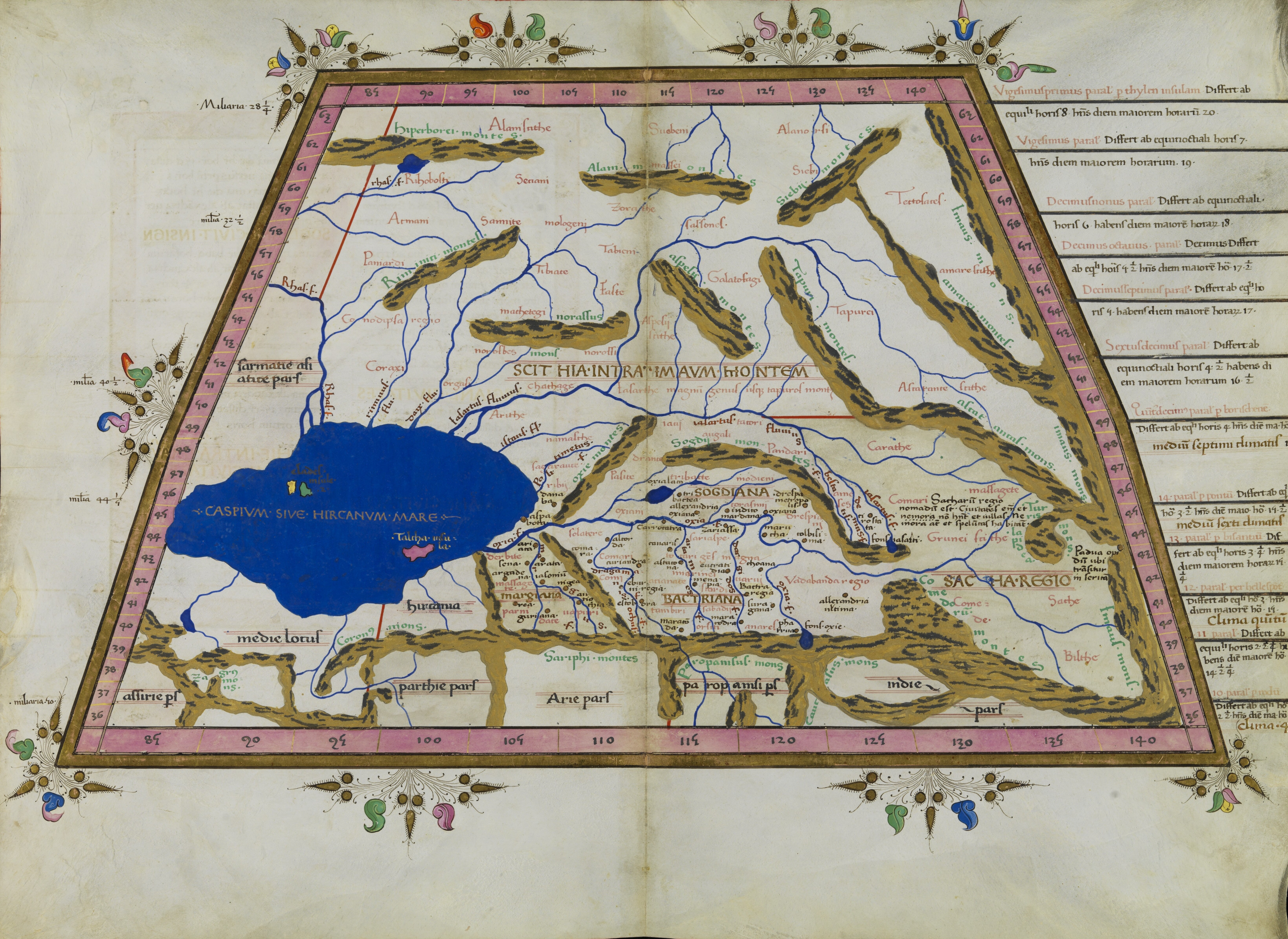
Planche d'une édition latine de la Cosmographia de Claude Ptolémée (1467).

Les langues scythes seraient des langues appartenant au groupe des langues indo-iraniennes, auxquelles appartient aussi le sogdien. Ce point de vue s'appuie essentiellement sur les centaines de noms sarmates retrouvés dans les inscriptions grecques des comptoirs du Nord de la Mer Noire, qui témoignent d'une forte parenté avec l'Ossète,, une des dernières langues du rameau iranien encore parlées au Caucase.
Quelques universitaires opèrent une distinction entre un rameau iranien occidental, plus  primitif, et un rameau oriental.

## Code
- Étiquette d'identification de langues IETF : xsc